# Munetaka Aoki
Munetaka Aoki (青木 崇高 Aoki Munetaka?,  Yao, Prefectura de Osaka, Japón, 14 de marzo de 1980) es un actor japonés. Es conocido por interpretar a Sagara Sanosuke en la adaptación de acción real del manga Rurouni Kenshin. Está casado con la actriz y modelo Yūka.

## Filmografía
- Battle Royale II: Réquiem (2003)
- Fly, Daddy, Fly (2005)
- Umizaru 2 (2006)
- Hatsukoi (2006)
- Heavenly Forest Tada (2006)

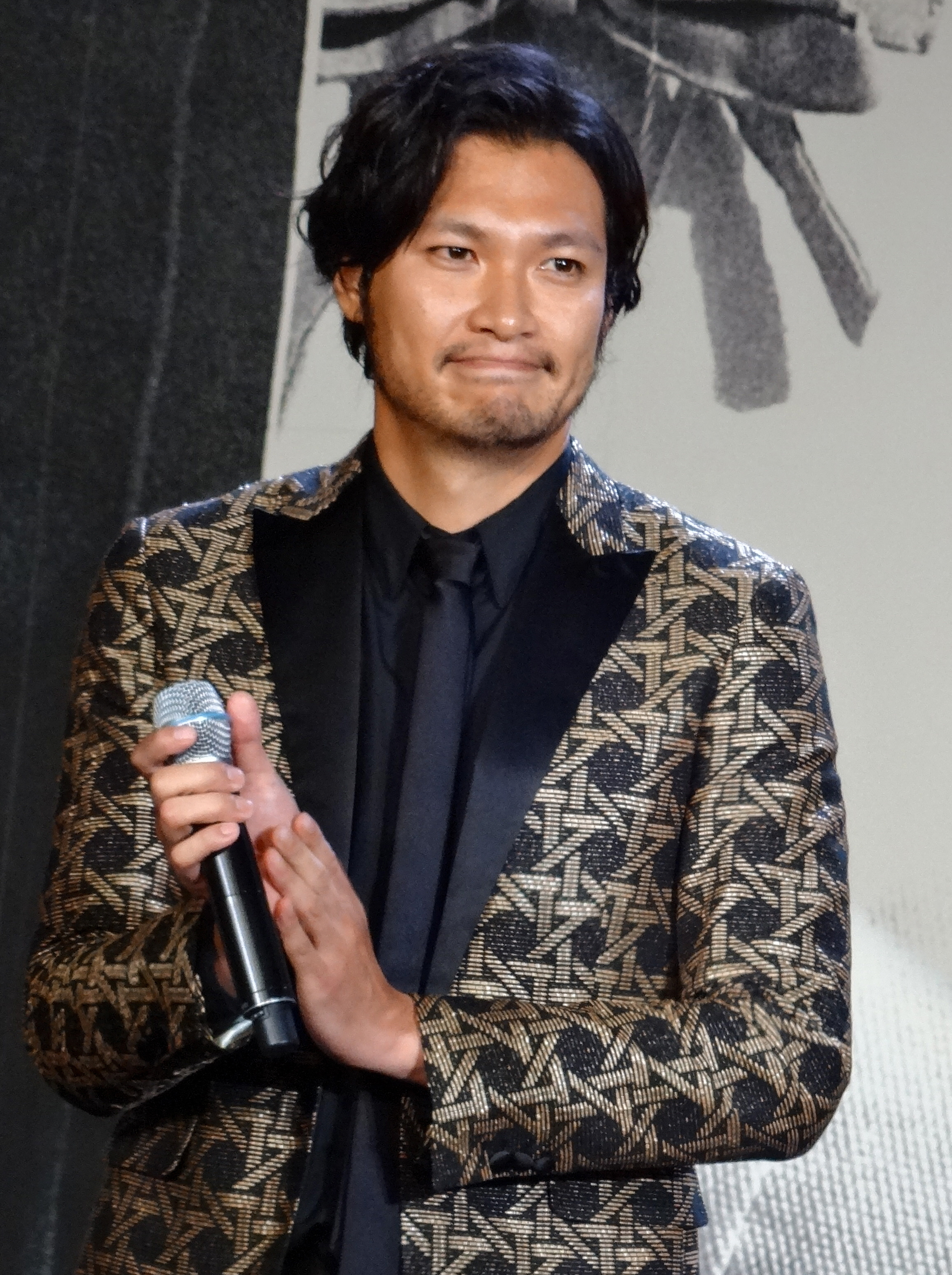
Aoiki durante la premier de Rurouni Kenshin: Kyoto Inferno, 2014.

- Tsubakiyama Kacho no Nanoka-kan (2006)
- Tokyo Rhapsody (2007)
- Season of Snow (2008)
- Oppai Volleyball(2009)
- Counterfeit (2009)
- Rise Up (2009)
- Time Traveller: The Girl Who Leapt Through Time(2010)
- Cannonball Wedlock(2011)
- My Back Page (2011)
- Hara-kiri: Muerte de un samurai (2011)
- Rurouni Kenshin (2012)
- Fly With The Gold (2012)
- Princess Sakura: Forbidden Pleasures (2013)
- Rurouni Kenshin: Kyoto Inferno (2014)
- Rurouni Kenshin: The Legend Ends (2014)
- S The Last Policeman - Recovery of Our Future (2015)
- Twisted Justice (2016)
- Snow Woman (2016)
- Silence (2016)
- Yūzai (2018)
- Mori no Iru Basho (2018)
- The Roundup: No Way Out (2023)[3]
- Godzilla Minus One (2023)
- Missing (2024)
- Serpent's Path (2024)
- Ghost Cat Anz (2024)

## Series de drama
- Umizaru (Fuji TV / 2005) ep.1
- H2 (TBS / 2005)
- Chiritotechin (NHK / 2007)
- Clear Skies, no Incidents (TBS / 2009)
- Buzzer Beat (Fuji TV / 2009)
- Ryōmaden (NHK / 2010), Gotō Shōjirō
- Job Termination Interview (NHK /2010)
- The Japanese The Japanese Don't Know (NTV / 2010)
- Hatsukoi (NHK / 2012)
- Taira no Kiyomori (NHK / 2012), Saitō Musashibō Benkei
- Meoto Zenzai (NHK / 2013)
- Doubles - Futari no Keiji (TV Asahi / 2013)
- Border (TV Asahi / 2014), Tachibana Yuma
- Ishi no Mayu (WOWOW / 2015), Hideaki Takano
- Chikaemon (NHK / 2016), Mankichi
- Jimi ni Sugoi! Kōetsu Girl: Kouno Etsuko (NTV / 2016), Hachirō Kaizuka[4]
- Segodon (NHK / 2018), Shimazu Hisamitsu
- Like a Dragon: Yakuza (Prime Video / 2024), Gorō Majima
- The Art of Negotiation (JTBC, Corea del Sur, 2025), Naito Chiichi

## Videojuegos
- Like a Dragon: Pirate Yakuza in Hawaii (SEGA / 2025), Teruhiko Shigaki